# Hong Kong Challenger 1998
L'Hong Kong Challenger 1998 è stato un torneo di tennis facente parte della categoria ATP Challenger Series nell'ambito dell'ATP Challenger Series 1998. Il torneo si è giocato a Hong Kong in Cina dal 19 ottobre 1998 su campi in cemento.

## Vincitori

### Singolare
Il torneo di singolare è terminato prima della finale

### Doppio
Il torneo di doppio è terminato prima della finale